# راجر جندلی
راجر جندلی (انگلیسی: Roger Jendly؛ زادهٔ ۸ مارس ۱۹۳۸) بازیگر اهل سوئیس است.
از فیلم‌ها یا برنامه‌های تلویزیونی که وی در آن نقش داشته‌است، می‌توان به سرزمین بی‌صاحب، هر کسی برای خودش، یوناس که در سال ۲۰۰۰ بیست‌وپنج ساله خواهد بود و وسط دنیا اشاره کرد.